# Bucsánszki Linda
Bucsánszki Linda (Budapest, 1992. január 23. –) sportaerobik versenyző, testépítés-fitnesz edző, aerobik versenybíró, pszichológus, mediátor.

## Háttér
Édesanyja Szloboda Éva volt válogatott tornász, illetve sportaerobik versenyző, majd edző, édesapja Bucsánszki Csaba szintén volt válogatott tornász.
Budapesten született, jelenleg Piliscsabán él. Általános iskolába, valamint a gimnázium első két évében a Szlovák Tannyelvű Általános Iskola, Gimnázium, Kollégium, Szakképző és Diákotthonba járt. 2008-ban a Kölcsey Ferenc Gimnázium sportosztályába iratkozott át és ott is érettségizett 2010-ben.
2013-ban a Budapesti Kommunikációs Főiskolán Pr, Reklám, Marketing szakirányon, 2014-ben a Károli Gáspár Református Egyetem (KRE) pszichológia alapképzési szakán tett sikeres záróvizsgát. Jelenleg a KRE klinikai szakpszichológusi mesterképzés hallgatója. Az International Wellness Institute berkein belül sportedző, testépítés-fitnesz edzőként végzett, és mediátor.
A Gyermekrohamkocsi Futó Nagykövete.

## Sportkarrierje

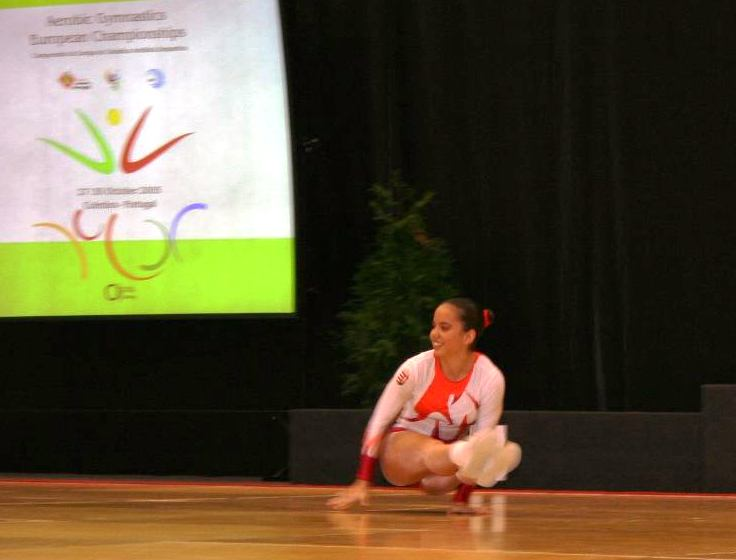
Gyakorlat közben

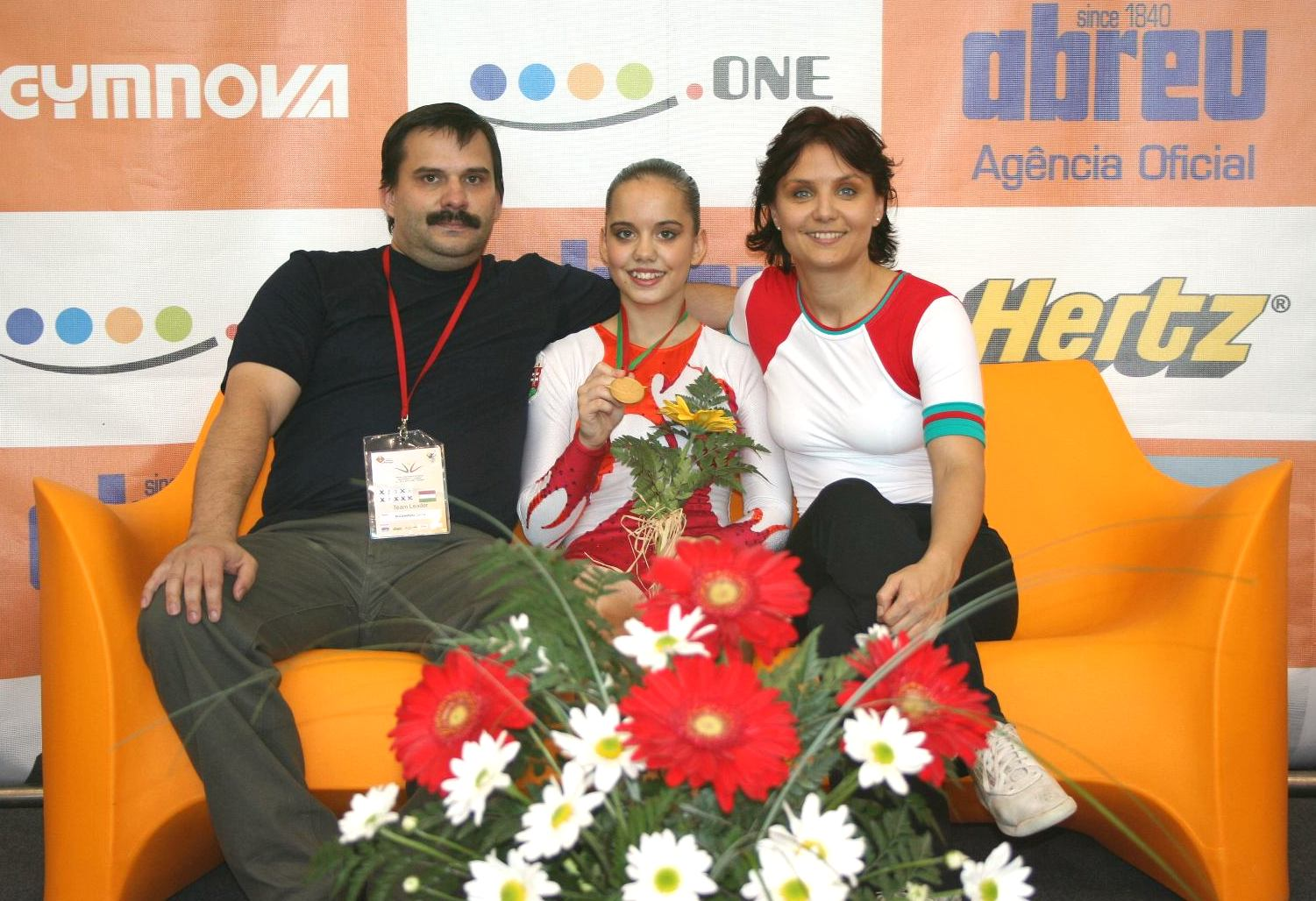
Coimbra EB I. helyezés

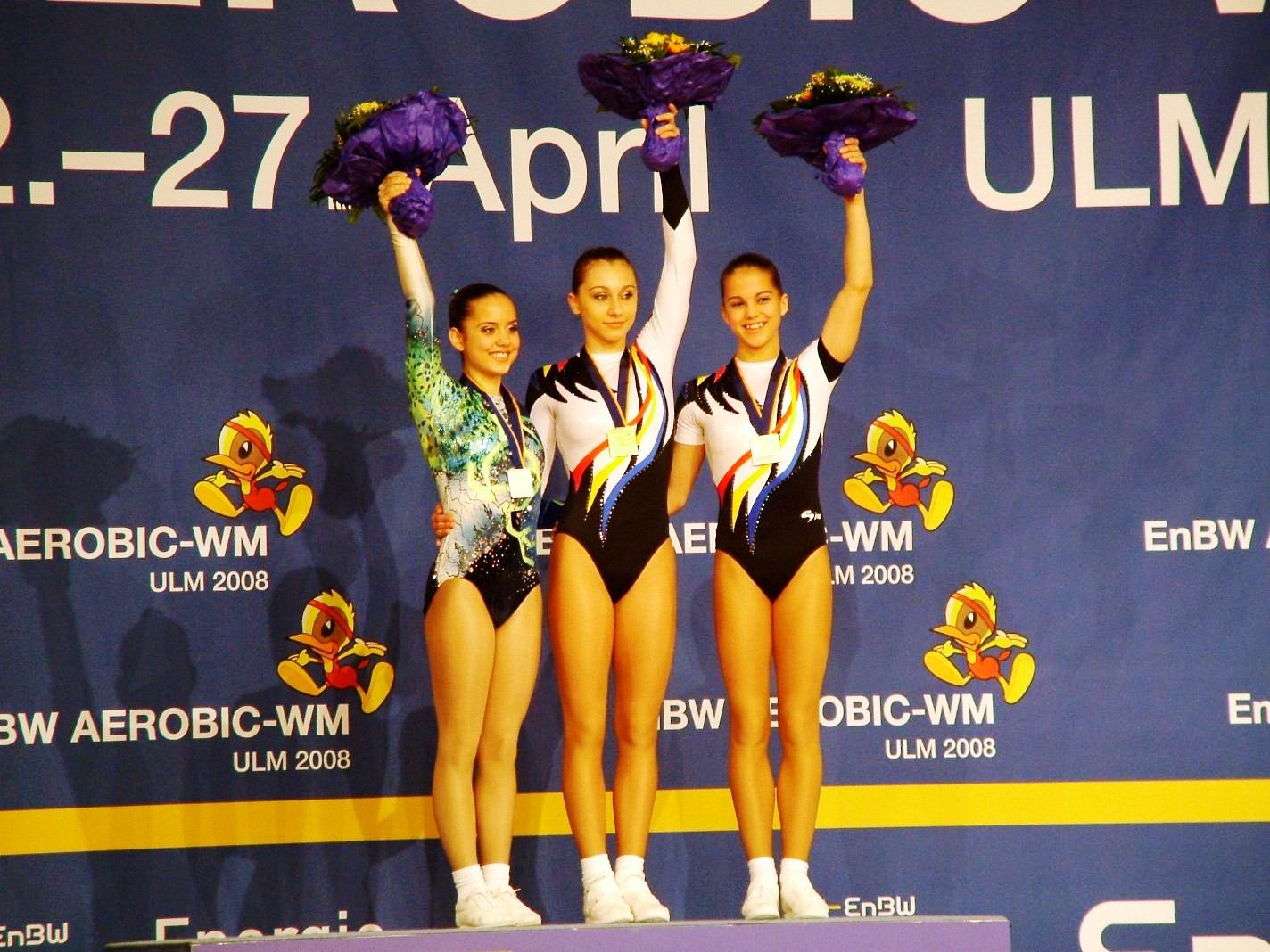
A dobogó tetején

2005-ben második lett a Nagoja-ban (Japán) megrendezésre kerülő Suzuki Világ Kupán, majd ezt követte a szlovákiai első hely, az olaszországi és franciaországi második hely, a budapesti nemzetközi versenyen való diadalmaskodás, végül az év végén Coimbra-ban (Portugália) lévő Európa-bajnokság. Az elődöntőből 4. helyen továbbjutó Bucsánszki a döntőben az első helyet szerezte meg. Bucsánszki az év Magyar bajnoka, valamint a Magyar Kupa sorozat győztese (M.K. 1. forduló: 2. hely ; M.K. 2. forduló: 2. hely ; M.K. 3. forduló, M.B.: 1. hely ; M.K. Döntő: 1. hely ).
2006-ban számos nemzetközi versenyen vett részt (Szlovákia 1. hely, Bulgária 3. hely, Franciaország 1. hely), a világbajnokságra azonban a magyar delegáció - így Linda sem - nem utazhatott ki, mivel arra Kínában került sor, és megfelelő támogatás hiányában nem volt meg a kellő anyagi háttér. Az évben megnyerte az összes Magyar Kupa fordulót, csakúgy mint a Magyar Bajnokságot és a Magyar Kupa Döntőt.
2007-ben már egy korosztállyal feljebb, a juniorok között indult, ám csapattagjai ekkor a debreceni Flex-HD egyesület versenyzői voltak. Év elején diadalmaskodott Aix-les-Bains-ben az Aquae Open Cup-on, majd felállhatott a legmagasabb fokra a csehországi dobogón. Hibával elrontott gyakorlattal 7. lett Bulgáriában, majd két héttel később nyert Franciaországban. A nyár során két alkalomra visszaállt régi csapatába, így lettek másodikok az Osztrák Open-en, valamint megnyerték a Los Angeles-i Világkupát. Amerikában Linda megnyerte az egyéni kategóriát. Szeptemberben második helyen végzett a Zaragoza-i nemzetközi versenyen, és szintén ezüstérmes lett a Szombathelyen megrendezett Európa-bajnokságon. Az évben mind egyéniben, mind csapattal megnyerte az összes Magyar Kupa fordulót, egyéniben azonban a Magyar Kupa Döntőn 2. lett. Csapattal is és egyéniben is Magyar Bajnok volt.
2008-ban újra megvédte címét az Aquae Open Cup-on és Csehországban is, Bulgáriában pedig hajszálig megközelítette román ellenfeleit, s pár századdal lemaradva lett 3. Az Ulmban megrendezett VB-n harmadik helyen jutott be a fináléba, ahol parádés gyakorlattal, a teljes csarnok tombolása mellett végül csupán 0,05 századdal lemaradva második lett. Egy hónappal később megnyerte a franciaországi nemzetközi versenyt. Az 1. és 2. Magyar Kupa fordulót nyerte meg, az év második felében már nem versenyzett.
2009 év elején újból megnyerte az Aqua Open Cup-ot, azonban Csehországban rontott, így második lett.
2013 őszén bejelentette a versenyzéstől való visszavonulását, és hivatalosan elbúcsúztatták, de 2014 őszén visszatért a versenyterembe.  "Nem azért tértem vissza, hogy másoknak bizonyítsak, hanem hogy a hátralévő, versenyzéssel tölthető időben teljesen megéljem a bennem lévő lehetőségeket. Az előadások során magammal akarom ragadni a nézőket, hacsak másfél percre is, hogy közvetítsem azt az érzéki összhangot, amelyet én a színpadon minden alkalommal átélek." 2014. októberben a Vasas SC nyílt versenyén a nemzetközi mezőnyben első helyezést ért el.
2015. február óta a Vasas SC versenyzője. Visszatérése jól sikerült, a korábbi junior sikerek után a felnőtt mezőnyben is sikeresen szerepelt, és 2015. márciusban a portugáliai aerobik világkupa-versenyen bronzérmet szerzett.
I. kategóriás nemzeti versenybíró.

## A versenyeken használt zenéi
- 2004: DJ Otzi - Hey Baby
- 2005: No Angels - Rivers of Joy
- 2006: Jennifer Holliday - Woman's Got the Power
- 2007: Jennifer Holliday - Woman's Got the Power & Tamia - Tell Me Who It Was
- 2008: Tamia - Tell Me Who It Was
- 2009: Donna Summer - Love is the Healer
- 2011: Christina Aguilera - Show Me How You Burlesque
- 2013: Peyton - Never Give Up
- 2014: Jennifer Holliday - Woman's Got the Power
- 2015: Mary J. Blige - Stairway to Heaven

## Publikációi
- Boda-Ujlaky Judit, Bucsánszki Linda: A sportteljesítményt csökkentő „titkos” tényező: a gelotofóbia, Magyar Pszichológiai Társaság XXII. Országos Tudományos Nagygyűlés. Budapest, 2013. június 5-7.
- Cool story, bro – Az Y-generáció világa (Budapesti kommunikációs és Üzleti Főiskola TDK-verseny, 2012. 2. helyezés)[8]

## Díjai, kitüntetései
- 2005: A Magyar Köztársaság jó tanulója, jó sportolója[9]
- 2006: Élen a sportban, élen a tanulásban (Budapest Főváros által adományozott kitüntető cím)[10]
- 2007: A Magyar Köztársaság jó tanulója, jó sportolója[11]
- 2008: A Magyar Köztársaság jó tanulója, jó sportolója[12]